# Guido Richter
Guido Paul Richter (* 18. März 1859 in Striesen; † 3. Januar 1940 in Dresden) war ein deutscher Maler.

## Leben
Der 1859 geborene Guido Richter studierte in den Jahren 1880 bis 1888 Malerei an der Königlichen Kunstakademie Dresden bei Leon Pohle sowie Theodor Grosse. Nach dem Abschluss übernahm er eine Lehrerstelle an der Staatlichen Kunstgewerbeschule in Lissabon. 1893 kehrte Guido Richter nach Deutschland zurück, von 1901 bis 1924 unterrichtete er am Königlichen Sächsischen Kadettenkorps in Dresden. Zuletzt hatte er die Leitung der 1896 gegründeten Alten Dresdner Kunstschule am Georgplatz 1 inne.
Guido Richter, der sich 1889 mit Marie Therese geborene Leutritz vermählte, starb 1940 in Dresden.
Guido Richters malerisches Werk umfasst insbesondere Genreszenen sowie Porträts, darunter vom letzten König des Königreiches Sachsen Friedrich August III.